# John Lawrence McDonald
Pour les articles homonymes, voir John McDonald et McDonald.
John Lawrence McDonald (6 août 1894-26 février 1969) est un homme politique canadien de l'Ontario. Il est député provincial progressiste-conservateur de la circonscription ontarienne de Stormont (en) de 1943 à 1945 et de 1948 à 1951.

## Biographie
Né dans le Cornwall Township en Ontario, McDonald sert comme préfet du township ainsi que directeur du Comtés unis de Stormont, Dundas et Glengarry. Il est candidat sans succès à la Chambre des communes du Canada en 1953.